# Franz Gedult von Jungenfeld

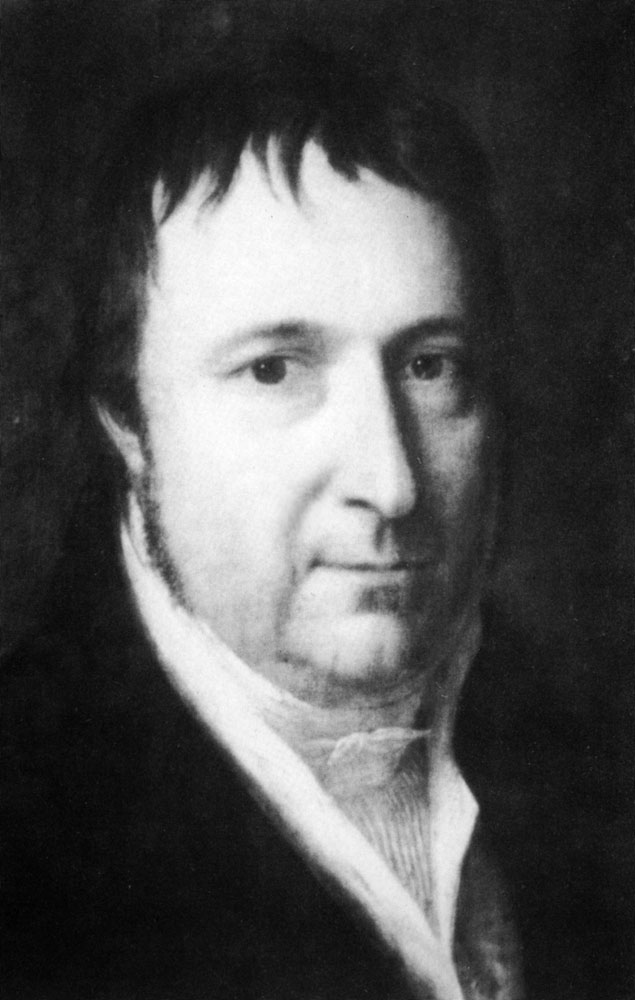
Franz Edmund Johann Nepomuk Freiherr Gedult von Jungenfeld (1778–1840, zeitgenössische Abbildung)

Franz Edmund Johann Nepomuk Freiherr Gedult von Jungenfeld (* 28. Mai 1778 in Mainz; † 16. September 1840 ebenda) war der erste Bürgermeister von Mainz nach der französischen Besetzung unter Napoleon I.

## Werdegang zur Zeit der französischen Besatzung von Mainz
Franz Freiherr Gedult von Jungenfeld entstammte der gleichnamigen Mainzer Adelsfamilie, deren Wurzeln bis in das Mittelalter zurückführen und wurde geboren als Sohn des kaiserlichen Reichspostdirektors Franz Anton Xaver Joseph Gedult von Jungenfeld; sein Großonkel war der Wormser Weihbischof Franz Xaver Anton von Scheben (1711–1779).
Er heiratete Maria Anna Therese geborene von Sachs. Aus der Ehe ging der spätere Obergerichtsrat und Landtagsabgeordnete Arnold von Jungenfeld (1810–1893) hervor.
Er studierte Jura an den Universitäten in Mainz und Göttingen. Während seiner Studien lernte Gedult von Jungenfeld auch Franz Konrad Macké kennen, sein Vorgänger wie auch sein Nachfolger als Bürgermeister in Mainz. Zur Zeit der französischen Besetzung Mainz zog sich der konservative Adlige auf seine landwirtschaftlichen Besitzungen in Weisenau bei Mainz zurück und betätigte sich zunächst nicht politisch.

## Maire und Bürgermeister
Im Januar 1813 übernahm er jedoch von dem Präfekt des Département Mont-Tonnere, Jeanbon St. André, das Amt des Maire von Weisenau und Laubenheim. Nach der Absetzung Franz Konrad Mackés als Bürgermeister von Mainz übernahm er am 18. Mai 1814 das Amt des Oberbürgermeisters der Stadt Mainz. Gleichzeitig wurde er Kreisdirektor von Mainz, Kastel, Kostheim und Zahlbach. Nachdem Mainz im Zuge des Wiener Kongresses im Juli 1816 an das Großherzogtum Hessen-Darmstadt fiel, bestätigte ihn Großherzog Ludwig I. ihn seinem Amt.
Dieses Amt, in dem er ab 1817 von Johann Baptist Heinrich als Adjunkt unterstützt wurde, hatte er bis 1831 inne, dann wurde er nochmals von Franz Konrad Macké als Bürgermeister abgelöst. Nach seiner Amtszeit als Bürgermeister war er nochmals für einige Jahre als Obergerichtsrat im Staatsdienst tätig. Franz Freiherr Gedult von Jungenfeld starb am 16. September 1840 im Alter von 62 Jahren in seiner Heimatstadt Mainz. Er liegt auf dem Hauptfriedhof Mainz begraben.

## Wirken in Mainz
Von Jungenfelds Verdienst war die kulturelle Belebung und der langsame Wiederaufbau der 1792/93 und 1814 stark in Mitleidenschaft gezogenen Stadt Mainz. Kraft Amtes war er Präsident der bürgerlichen Hospitien-Verwaltungs-Kommission und damit unter anderem für das Mainzer Waisenhaus und Hospital zuständig. In seiner Amtszeit wurde 1817 in Mainz der heute zweitälteste deutsche Turnverein (MTV 1817 Mainz) gegründet. 1827 wurde der regelmäßige Dampfschiffverkehr zwischen Mainz und Köln etabliert und die Sparkasse Mainz als Mainzer Spar- und Leihkasse gegründet. 1831 kam es zur Eröffnung der ersten Mainzer Realschule. In seine 17-jährige Amtszeit fiel auch der Ausbau von Mainz zur Bundesfestung mit den weitreichenden Folgen für die Entwicklung der Stadt im 19. Jahrhundert. Der Entzug des Stapelrechts mit weitreichenden Folgen für die Finanzierungsgrundlage der Stadt fiel 1831 noch in seine Amtsperiode.